# Die kleine Lady

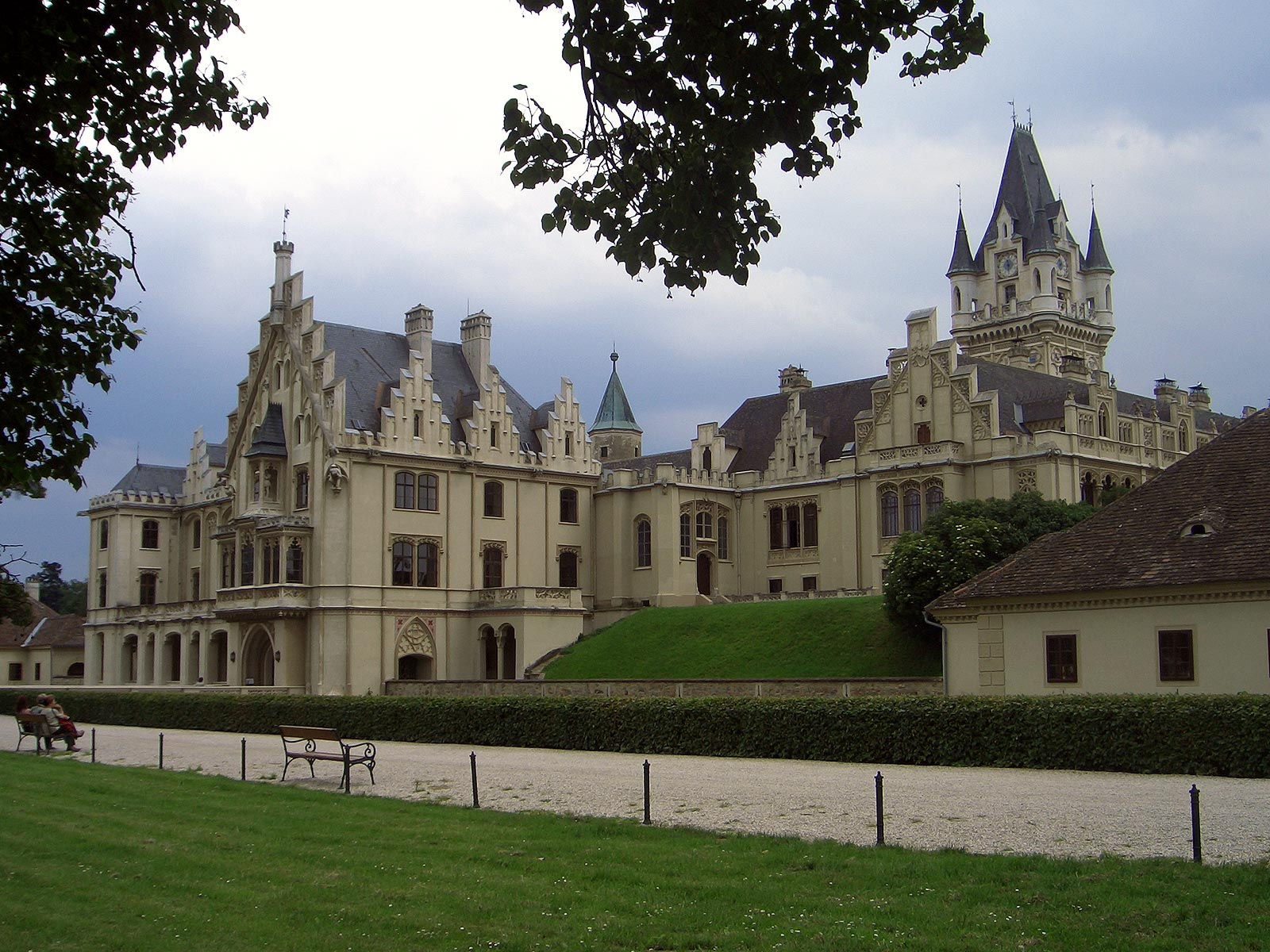
Drehort in Österreich: Schloss Grafenegg

Die kleine Lady ist ein österreichischer Fernsehfilm aus dem Jahr 2012. Der Familienfilm ist eine Literaturverfilmung des 1886 erschienenen Kinderbuches Der kleine Lord von Frances Hodgson Burnett. Die Erstausstrahlung war am 12. Dezember 2012 im ORF, sowie am 16. Dezember 2012 im ZDF.

## Handlung
Das 9-jährige Straßenmädchen Emily Ernest lebt mit seiner jung verwitweten Mutter im späten 19. Jahrhundert in New York. Sie verbringt ihre Zeit am liebsten im Laden der ehemaligen Opernsängerin Dolores Hobbs, die sich immer wieder Ärger dafür einhandelt, für die Rechte der Frauen einzustehen. Eines Tages erfährt Emily, dass sie die einzig verbliebene Erbin der Gräfin von Liebenfels zu Arlingen ist. Die alte Dame hatte zwei Söhne. Während der ältere verstarb, wurde Emilys Vater, der jüngere Sohn, verstoßen, da er nicht standesgemäß geheiratet hatte. Dieser verstarb dann ebenfalls in den USA, in die er mit Frau und Tochter ausgewandert war. Da die Gräfin allerdings nun ihre Nachfolge regeln will und Emily nunmehr die einzige bekannte Erbin ist, schickt sie den Familienanwalt Moritz von Havenegg nach New York, um Emily nach Österreich zu holen.
Dort soll sie nach ihrer Ankunft zu einer würdigen Aristokratin erzogen werden, um in die bessere Gesellschaft eingeführt werden zu können. Dazu wird sie von ihrer Mutter getrennt, da die Gräfin sie nicht einmal sehen und schon gar nicht in den Haushalt aufnehmen will. Diese akzeptiert das und bleibt im Gästehaus, da nur durch die Erziehung als Gräfin das wirtschaftliche Auskommen von Emily gesichert ist. Sie weigert sich auch, Geld anzunehmen und finanziert ihr Leben durch Näharbeiten.
Im Schloss der Gräfin trifft das lebensfrohe Mädchen auf eine fremde Welt voller Emotionslosigkeit und erstarrter Konventionen. Doch die strengen Regeln schrecken die kleine New Yorkerin nicht ab. Sie bleibt, wie sie ist, und schafft es mit ihrem offenherzigen Charme und Gerechtigkeitssinn, die alte Gräfin in ihren Bann zu ziehen, so dass auch diese mit einigen althergebrachten Konventionen bricht. Zum Geburtstag wünscht sich das Mädchen, ihre Mutter wieder sehen zu dürfen. Als ihr das die Gräfin trotz voriger Zusage verweigert, läuft sie in der Nacht zu ihrer Mutter. Die Mutter schlägt vor, wieder nach New York zurückzukehren. Dies lehnt Emily aber ab, da sie die Großmutter nicht allein lassen möchte, und kehrt daher ins Schloss zurück. Als die Gräfin dies erfährt, vergibt sie Emilys Eltern, hängt das Porträt ihres Sohnes wieder in der Ahnengalerie auf und besucht die Mutter im Gästehaus, um sie zum bevorstehenden Einführungsball für Emily einzuladen.
Diesen Ball eröffnet die Gräfin zusammen mit Emily und deren Mutter, doch genau da erscheint Malvina Farelli, eine amerikanische Betrügerin, die behauptet, ihr vorgeblicher Sohn Alfred sei der rechtmäßige Erbe und sie die Witwe des älteren Sohnes der Gräfin. Die Gräfin bricht nach einem Herzanfall zusammen und erholt sich nicht so recht.
Emilys alte Freundin Dolores erfährt davon aus der Presse, kennt jedoch die Betrügerin aus ihrem früheren Leben am Theater. Sie reist nach Europa, um das Komplott zu enttarnen. Auch der Kammerdiener der Gräfin war damals ein Teil der Truppe, und dieser hat seine alte Freundin auf die günstige Möglichkeit zum Betrug hingewiesen.
Irgendwann akzeptiert die Gräfin die Ansprüche der Betrügerin, obwohl Herr von Havenegg eine Fälschung der Heiratsurkunde vermutet. Emily findet das alles nicht schlimm und übergibt ihr Zimmer Alfred, der nur ein Taschenspieler war. Malvina bekommt die Führung des Hauses übertragen und entlässt sofort Herrn von Havenegg, der nur mehr die Abreise von Emily und ihrer Mutter organisieren kann. Doch da besinnt sich die Gräfin und hält die Abfahrenden auf. Sie will sich mit der vorgegebenen Erbfolge nicht abfinden und Emily als Erbin durchsetzen. Um das zu verhindern, vergiftet der Kammerdiener die Suppe, wird dabei aber von Alfred beobachtet. Dieser verhindert den Mord, zugleich kommt auch Dolores im Schloss an und identifiziert die Betrüger.
Alfred darf als Dank am Schloss bleiben, die Gräfin trifft wieder ihre Jugendliebe, den Professor, und Emilys Mutter und Herr von Havenegg kommen sich näher.

## Unterschiede zur literarischen Vorlage
Die Verfilmung weicht in zahlreichen Details von der Literaturvorlage ab:
- so ersetzt bei den Protagonisten nicht nur die „kleine Lady“ in der Hauptrolle den im Original vorkommenden kleinen Lord, sondern auch die erwachsene Freundin Mrs. Hobbs den gleichnamigen Ladenbesitzer sowie eine österreichische Gräfin den englischen Earl aus dem Roman
- der wirkliche Vater des Sohnes der Betrügerin hilft nicht – wie im Original – bei der Aufklärung des Komplotts, sondern ist ein Mitverschwörer
- der vorgebliche Sohn der Betrügerin und Rivale um die Erbschaft ist nicht wirklich der Sohn der Betrügerin; er bleibt nach der Aufdeckung des Komplotts im Haushalt der Gräfin, da er bei dessen Aufklärung mithilft
- die Harmonie zwischen der kleinen Lady und der Großmutter bricht sich nach einem großen Streit Bahn und nicht nach und nach
- „Die kleine Lady“ enthält zahlreiche Anspielungen an die frühe Frauenbewegung
- die Betrügerin übernimmt schon zu Lebzeiten der Großmutter die Herrschaft im Schloss wegen deren Erkrankung
- die Gräfin will die gesetzliche Erbfolge zugunsten des Sohnes der Betrügerin durch eine Eingabe an den Kaiser ändern, woraufhin die Betrügerin und ihr Komplize versuchen, sie zu vergiften
- der europäische Teil der Handlung wurde von England nach Österreich-Ungarn verlegt, der US-amerikanische spielt im deutschsprachigen Emigrantenmilieu

Ein Drehort des Films war das Schloss Grafenegg in Niederösterreich.

## Kritiken
„Regisseur und Kameramann Gernot Roll […] inszenierte die Geschichte nun erstmals mit einer jungen weiblichen Hauptdarstellerin. Der "Kleine Lord" mutiert also zur jungen Gräfin, die Handlung wurde kurzerhand von England nach Österreich verlegt. Als mürrische wie hartherzige Gräfin, die schließlich doch noch ihr Herz entdeckt, zeigt Christiane Hörbiger […] vor der beeindruckenden Kulisse des niederösterreichischen Schloss Grafenegg einmal mehr ihre schauspielerische Bandbreite, die junge Philippa Schöne gibt in ihrer ersten Filmrolle überhaupt die kleine Emily. Für Freunde des Romans von Frances Hodgson Burnett ist das Ganze sicher recht gewöhnungsbedürftig, zumal Rolls Version als reichlich kitschiges Märchen daher kommt, doch hat sich der Zuschauer mit dem Geschlechterwechsel erst einmal abgefunden, kann er sich "Die kleine Lady" getrost anschauen.“

„Der restliche Film, die anderen Charaktere, sind so simpel angelegt, dass man Die kleine Lady über weite Strecken gerne für eine Satire halten würde, wenn man es nicht besser wüsste. […] Natürlich muss ein Familienfilm wie Die kleine Lady nicht den Anspruch haben, eine möglichst komplexe Geschichte zu erzählen, aber muss eine Inszenierung dem Zuschauer jede menschliche Gefühlsregung seiner Figuren mit dem Megafon direkt ins Innenohr brüllen? Und natürlich ist bald Weihnachten, und da isst man auch immer dasselbe, aber kann man Spielfilmbudgets nicht vielleicht sinnvoller ausgeben als für ein kreuzbraves Remake eines ohnehin schon schrecklich spießigen Films?“

„Die kleine Lady ist die überaus gelungene, zauberhafte weibliche Variante des Evergreens "Der kleine Lord". Das Märchen einer Läuterung in traumhaft stilechten Bildern.“

„Manche Filme erträgt man nur im Lebkuchenkoma […] Weswegen wir an dieser Stelle auch aufhören und dringend – das hätten wir sonst nie zu träumen gewagt – zum parallel laufenden "Tatort" mit Maria Furtwängler raten.“